# Saodat (cràter)
Saodat és un cràter d'impacte en el planeta Venus de 3,7 km de diàmetre. Porta el nom d'un antropònim uzbek, i el seu nom va ser aprovat per la Unió Astronòmica Internacional el 2000.